# Smiths moln

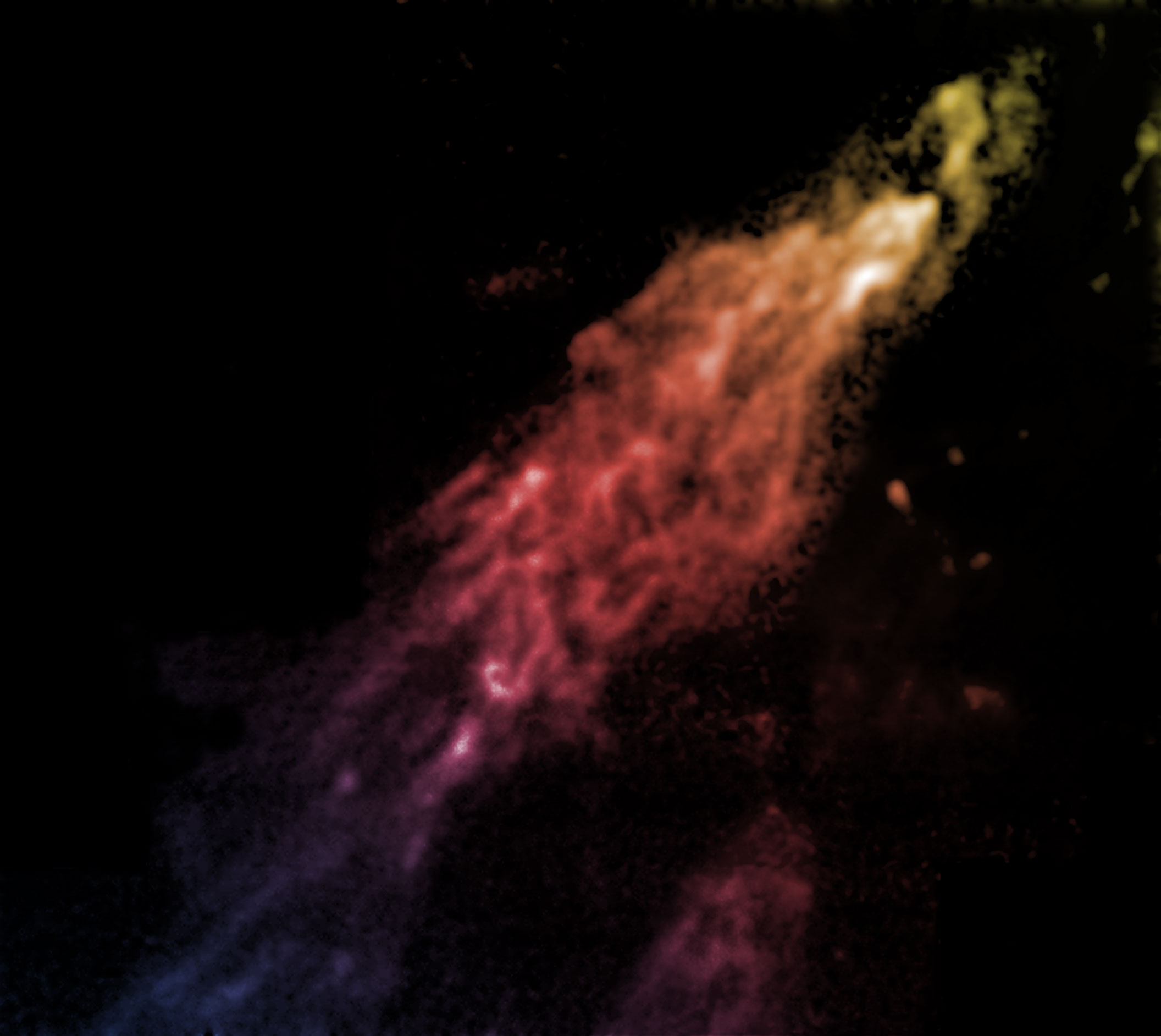
Smiths moln.

Smiths moln är ett vätgasmoln, beläget i stjärnbilden Örnen med galaktiska koordinater l = 39°, b = −13°, som närmar sig Vintergatan med en hastighet på över en miljon kilometer per timma. Då det krockar med Vintergatan uppskattas det bilda upp till ett par miljoner stjärnor.
Smiths moln upptäcktes 1963 av Gail Bieger, född Smith, som var astronomistudent vid Leidens universitet i Nederländerna. Molnet härstammar från Vintergatan. Den uppskattas ha lämnat Vintergatans skivas yttre del för ungefär 70 miljoner år sedan, även om det inte är känt vad som fick molnet att hamna på dess nuvarande bana.

## Egenskaper

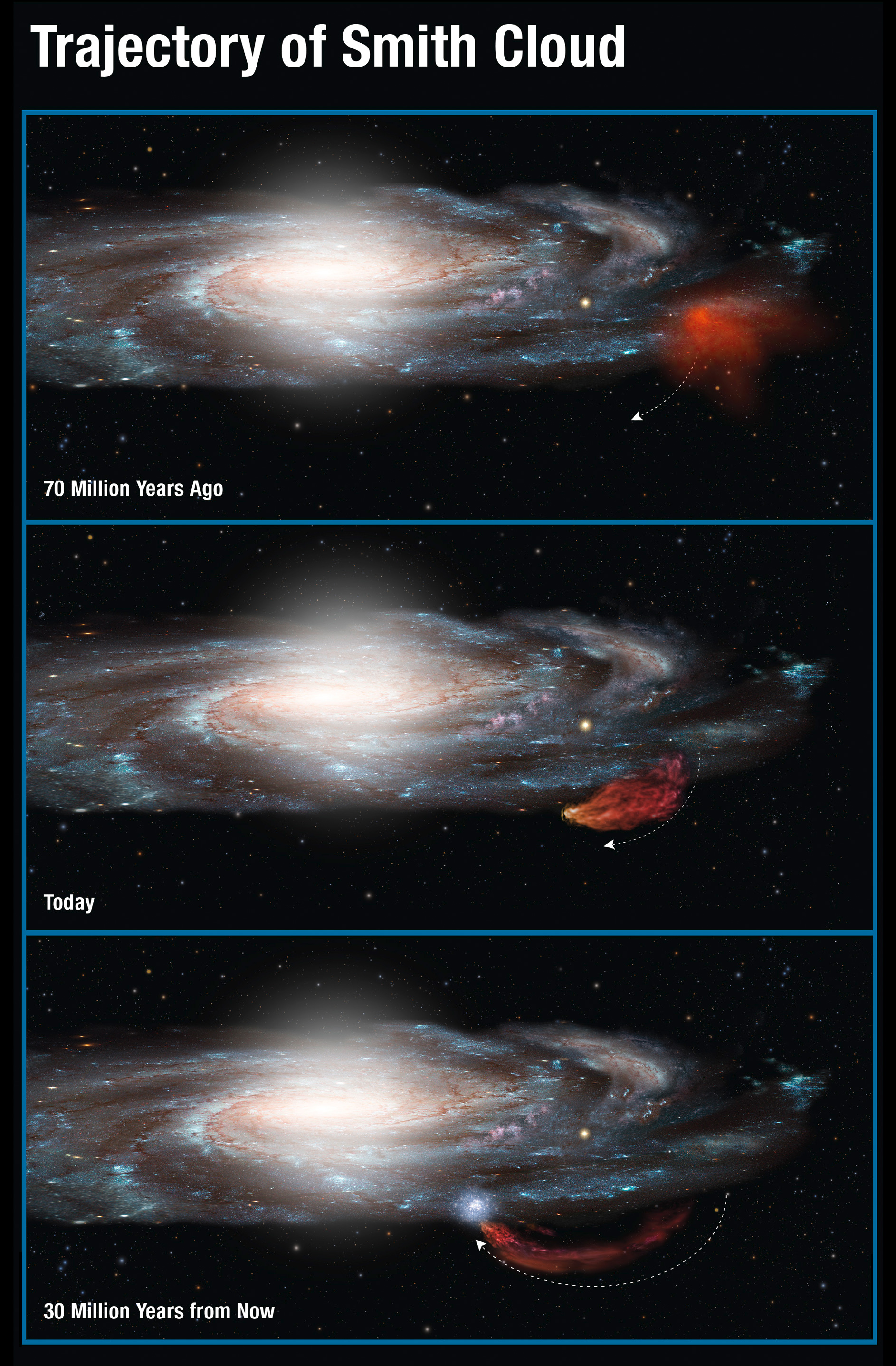
Smith Clouds bana.

Med hjälp av National Science Foundations Robert C. Byrd Green Bank-teleskop har radioastronomer upptäckt att Smiths moln har en massa på minst en miljon solmassor och är 3 000 parsec (9 800 ljusår) långt och 1 000 parsec (3 300 ljusår) brett i projektion. Molnet ligger mellan 11 100 parsec (36 000 ljusår) och 13 700 parsec (45 000 ljusår) från jorden och har en vinkeldiameter på 10 till 12 grader, ungefär lika brett som stjärnbilden Orion, eller cirka 20 gånger fullmånens diameter, även om molnet inte är synligt för blotta ögat.
Molnet rör sig tydligt mot Vintergatans skiva med 73 ± 26 kilometer per sekund. Det förväntas slås samman med Vintergatan om 27 miljoner år vid en punkt i Perseusarmen. Astronomer tror att det kommer att träffa Vintergatans skiva i en 45° vinkel, och dess nedslag kan orsaka ett utbrott av stjärnbildning eller ett superskal av neutralt väte.
Om man projicerar molnets bana bakåt i tiden uppskattas det att det passerade genom Vintergatans skiva för cirka 70 miljoner år sedan. För att ha överlevt detta tidigare möte har astronomer föreslagit att det är inbäddat i en massiv halo av mörk materia. Det faktum att det överlevde detta tidigare möte innebär att det sannolikt är mycket mer massivt än man tidigare trott, och kan vara en kandidat för att vara en mörk galax. I detta scenario skulle det vara en misslyckad dvärggalax, med ingredienserna för att bilda en stjärngalax, men få om ens några observerbara stjärnor. Mätningar med Hubbleteleskopet av kemisk förekomst talar dock emot denna hypotes, utan visar att Smithmolnet har en genomsnittlig metallicitet på hälften av solens nivå, vilket tyder på att dess gas har sitt ursprung i galaxen, inte från en utomgalaktisk källa. Molnets omloppsbana och metallicitet överensstämmer båda med ett ursprung i Vintergatans yttre skiva. Mekanismen genom vilken denna gas släpptes är dock inte känd.